# Путраджая еПри 2014
Путраджая еПри 2014 (официално име Уай Кепитъл Путраджая еПри 2014) е първото еПри на Малайзия и втори кръг в дебютния сезон 2014/2015 на Формула Е. Провежда се на 22 ноември 2014 г. на пистата Путраджая Стрийт Сиркуит в Путраджая. Състезанието печели Сам Бърд пред Лукас ди Граси и Себастиен Буеми.

## Преди състезателния ден
Първоначално състезанието трябва да се проведе на 18 октомври, но е отложено по молба на министър-председателя на страната Наджиб Разак. Освен това, две седмици преди старта началният час на надпреварата е изместен с два часа напред заради метеорологичната прогноза, която вещае силен дъжд, а двете свободни тренировки по-рано през деня са слети в една.
Антонио Феликс да Коща, който пропуска първия кръг в Пекин заради ангажимент в ДТМ, се завръща в отбора на Амлин Агури на мястото на Такума Сато. Матю Брабам, внук на легендата от Формула 1 Джак Брабам, замества Шарл Пик в тима на Андрети Аутоспорт, който трябва да участва в тестове на Лотус във Формула 1. Планирано е и Антонио Гарсия да стартира на мястото на Хо-Пин Тунг в Чайна Рейсинг, защото китаецът има ангажимент в Азиатските серии Льо Ман, но стартът в Бурирам на 23 ноември отпада от календара и Гарсия остава записан само като резервен пилот в Путраджая.
С най-много гласове в гласуването на феновете за FanBoost са Бруно Сена, Ник Хайдфелд и Катрин Ледж.

## Свободни тренировки, квалификация и наказания
Най-бързо време в свободната тренировка дава Сам Бърд (1:21.496) пред Жером Д'Амброзио (1:22.043) и Себастиен Буеми (1:22.256). Тренировката е прекъсната на два пъти – първо когато задното колело на болида на Микела Черути се откача и пет минути преди края, когато Ник Хайдфелд катастрофира в предпазната стена.
В квалификацията за място най-бърз е Никола Прост (1:21.779) пред Ориол Сервиа (1:22.010) и Сам Бърд (1:22.235). Лукас ди Граси и Хайме Алгерсуари не успяват да запишат бързи обиколки – по време на първата си бърза обиколка ди Граси закача болида си в предпазната стена и се връща на бавен ход в бокса. Алгерсуари го застига в един бърз завой и в опита си да избегне сблъсък с него също се удря в стената, което води до прекъсване на квалификацията. Квалификацията е прекъсната още два пъти – заради технически дефект в болида на Нелсиньо Пикет и катастрофа на Хо-Пин Тунг.
Победителят в квалификацията Прост е наказан да стартира с десет места по-назад заради катастрофата, която предизвиква в края на състезанието в Пекин. Дисквалифицирани от квалификацията за място и наказани да стартират от последните две места са съответно Себастиен Буеми (по-ниско от допустимото тегло на болида) и Жером Д'Амброзио (превишаване на разрешеното количество енергия).

## Състезание
Стартът протича без инциденти, а Сервиа успява да запази първото си място. Даниел Абт тръгва слабо от третата позиция и е изпреварен от всички останали пилоти. В осмия завой Катрин Ледж губи контрол над болида си и удря Микела Черути, заради което след състезанието получава наказание от 23 секунди. По същото време в завой 11 Матю Брабам има се сблъсква с Хайдфелд. Германецът успява да продължи, но болидът на Брабам остава по средата на пистата напреки на посоката на движение. На пистата излиза кола на сигурността, която остава там до края на четвъртата обиколка. Скоро след това Сам Бърд, а малко пъ-късно и Ярно Трули, изпреварва Сервиа. В осмата обиколка Франк Монтани изпреварва Хайдфелд, но при тази маневра го притиска до стената и предизвиква катастрофа. Отново излиза колата на сигурността, а след състезанието Саразен получава 23-секундно наказание. По-късно Хайдфелд се връща в надпреварата с втория си болид, но е дисквалифициран, защото прави смяната на болидите извън обозначената за тази цел зона. Абт се възползва от колата на сигурността и първи влиза в бокса за смяна на болида, като губи сравнително малко време, но от друга страна това означава, че ще трябва да кара втория в продължение на цели 21 обиколки. Колата на сигурността се прибира в края на единадесетата обиколка.
Бърд успява да натрупа преднина начело на колоната и в средата на състезанието води със седем секунди. След като до 19-ата обиколка всички пилоти вече са минали през бокса за смяна на болида, ранното спиране на Абт дава резултат и той се оказва начело на колоната с преднина от 25 секунди пред Бърд, но вече с оставащи само около 50% от допустимата енергия. В 22-рата обиколка Ярно Трули и Монтани са наказани с минаване през бокса, съответно заради надвишаване на лимита на енергията с първия болид и превишена скорост в бокса. Една обиколка по-късно Нелсиньо Пикет отпада заради счупено окачване след удар в стената. След края на надпреварата Трули, който при тази ситуация притиска Пикет в стената в опит да не допусне изпреварване, получава наказание от 23 секунди. Абт продължава да води колоната, но е принуден да пести енергия и Бърд с бързи темпове топи преднината му, като в 24-тата обиколка вече е само осем секунди зад него. Три обиколки по-късно Абт се оставя да бъде изпреварен от Бърд без борба, а малко по-късно и от още девет пилоти. По същото време Бруно Сена изпреварва Никола Прост използвайки допълнителната енергия от спечеления FanBoost, като това е първото изпреварване в историята на Формула Е, при което пилот използва предимството, дадено му от феновете. В предпоследната обиколка Сена се доближава до втория и третия ди Граси и Буеми, но пет завоя преди края на състезанието губи контрол и се забива в стената и отпада.
Шест седмици след надпреварата е обявено, че Франк Монтани, който завършва на 15-а позиция, е дал положителна допинг проба за кокаин и е дисквалифициран, а в края на март следващата година е наказан да не се състезава в срок от две години.

## Резултати

### Квалификация
| Поз.      | №  | Пилот                  | Отбор             | Време    | Разлика | Решетка |
| --------- | -- | ---------------------- | ----------------- | -------- | ------- | ------- |
| 1         | 8  | Никола Прост           | е.дамс-Рено       | 1:21.779 |         | 111     |
| 2         | 6  | Ориол Сервиа           | Драгън Рейсинг    | 1:22.010 | +0.231  | 1       |
| 3         | 2  | Сам Бърд               | Върджин Рейсинг   | 1:22.235 | +0.456  | 2       |
| 4         | 66 | Даниел Абт             | Ауди Спорт АБТ    | 1:22.342 | +0.563  | 3       |
| 5         | 10 | Ярно Трули             | Трули ГП          | 1:22.347 | +0.568  | 4       |
| 6         | 5  | Карун Чандок           | Махиндра Рейсинг  | 1:22.612 | +0.833  | 5       |
| 7         | 99 | Нелсиньо Пикет         | Чайна Рейсинг     | 1:22.620 | +0.841  | 6       |
| 8         | 23 | Ник Хайдфелд           | Венчъри Гран При  | 1:22.720 | +0.941  | 7       |
| 9         | 21 | Бруно Сена             | Махиндра Рейсинг  | 1:22.816 | +1.037  | 8       |
| 10        | 28 | Матю Брабам            | Андрети Аутоспорт | 1:22.941 | +1.162  | 9       |
| 11        | 55 | Антонио Феликс да Коща | Амлин Агури       | 1:23.194 | +1.415  | 10      |
| 12        | 30 | Стефан Саразен         | Венчъри Гран При  | 1:23.240 | +1.461  | 12      |
| 13        | 27 | Франк Монтани          | Андрети Аутоспорт | 1:23.697 | +1.918  | 13      |
| 14        | 18 | Микела Черути          | Трули ГП          | 1:23.857 | +2.078  | 14      |
| 15        | 88 | Хо-Пин Тунг            | Чайна Рейсинг     | 1:23.894 | +2.115  | 15      |
| 16        | 77 | Катрин Ледж            | Амлин Агури       | 1:25.823 | +4.044  | 16      |
| -         | 3  | Хайме Алгерсуари       | Върджин Рейсинг   | 0        | 0       | 17      |
| -         | 11 | Лукас ди Граси         | Ауди Спорт АБТ    | 0        | 0       | 18      |
| -         | 9  | Себастиен Буеми        | е.дамс-Рено       | 1:25.319 |         | 192     |
| -         | 7  | Жером Д'Амброзио       | Драгън Рейсинг    | 1:22.215 |         | 203     |
| Източник: |    |                        |                   |          |         |         |

Бележки:
- 1 – Никола Прост е наказан с десет места заради катастрофата, която предизвиква в края на състезанието в Пекин.
- 2 – Себастиен Буеми е дисквалифициран заради по-ниско от допустимото тегло на болида.
- 3 – Жером Д'Амброзио е дисквалифициран заради превишаване на разрешеното количество енергия.

### Състезание
| Поз.      | №  | Пилот                  | Отбор             | Обиколки | Време/Отпадане     | Място | Точки |
| --------- | -- | ---------------------- | ----------------- | -------- | ------------------ | ----- | ----- |
| 1         | 2  | Сам Бърд               | Върджин Рейсинг   | 31       | 51:11.979          | 1     | 25    |
| 2         | 11 | Лукас ди Граси         | Ауди Спорт АБТ    | 31       | +4.175             | 16    | 18    |
| 3         | 9  | Себастиен Буеми        | е.дамс-Рено       | 31       | +5.739             | 16    | 15    |
| 4         | 8  | Никола Прост           | е.дамс-Рено       | 31       | +9.552             | 7     | 151   |
| 5         | 7  | Жером Д'Амброзио       | Драгън Рейсинг    | 31       | +13.722            | 15    | 10    |
| 6         | 5  | Карун Чандок           | Махиндра Рейсинг  | 31       | +17.158            | 1     | 8     |
| 7         | 6  | Ориол Сервиа           | Драгън Рейсинг    | 31       | +18.621            | 6     | 6     |
| 8         | 55 | Антонио Феликс да Коща | Амлин Агури       | 31       | +19.926            | 2     | 4     |
| 9         | 3  | Хайме Алгерсуари       | Върджин Рейсинг   | 31       | +20.053            | 8     | 42    |
| 10        | 66 | Даниел Абт             | Ауди Спорт АБТ    | 31       | +45.663            | 7     | 1     |
| 11        | 88 | Хо-Пин Тунг            | Чайна Рейсинг     | 31       | +55.833            | 4     |       |
| 12        | 30 | Стефан Саразен         | Венчъри Гран При  | 31       | +56.626            | = 0   |       |
| 13        | 28 | Матю Брабам            | Андрети Аутоспорт | 31       | +1:05.036          | 4     |       |
| 14        | 21 | Бруно Сена             | Махиндра Рейсинг  | 30       | Катастрофа         | 6     |       |
| 15        | 77 | Катрин Ледж            | Амлин Агури       | 28       | +3 обиколки3       | 1     |       |
| 16        | 10 | Ярно Трули             | Трули ГП          | 28       | +3 обиколки3       | 12    |       |
| Отп       | 99 | Нелсиньо Пикет         | Чайна Рейсинг     | 22       | Катастрофа         | 10    |       |
| Отп       | 18 | Микела Черути          | Трули ГП          | 7        | Катастрофа         | 4     |       |
| Дис       | 27 | Франк Монтани          | Андрети Аутоспорт | 30       | Дисквалификация3 4 | 6     |       |
| Дис       | 23 | Ник Хайдфелд           | Венчъри Гран При  | 14       | Дисквалификация5   | 12    |       |
| Източник: |    |                        |                   |          |                    |       |       |

Балежки:
- 1 – Три точки за първо място в квалификациите.
- 2 – Две точки за най-бърза обиколка.
- 3 – Катрин Ледж, Ярно Трули и Франк Монтани получават 23-секундно наказание заради причиняване на катастрофа.
- 4 – Франк Монтани е диксвалифициран заради положителна допинг проба за кокаин.
- 5 – Ник Хайдфелд е диксвалифициран заради смяна на болида извън обозначената зона.

## Класиране след състезанието
| Поз | Пилот            | Точки |
| --- | ---------------- | ----- |
| 1   | Лукас ди Граси   | 43    |
| 2   | Сам Бърд         | 40    |
| 3   | Франк Монтани    | 18    |
| 4   | Никола Прост     | 18    |
| 5   | Жером Д'Амброзио | 18    |

| Поз | Конструктор       | Точки |
| --- | ----------------- | ----- |
| 1   | Ауди Спорт АБТ    | 45    |
| 2   | Върджин Рейсинг   | 44    |
| 3   | е.дамс-Рено       | 33    |
| 4   | Андрети Аутоспорт | 30    |
| 5   | Драгън Рейсинг    | 30    |